# جوزف بروکس (سرودنویس)
جوزف بروکس (انگلیسی: Joseph Brooks؛ ۱۱ مارس ۱۹۳۸ – ۲۲ مهٔ ۲۰۱۱) یک موسیقی‌دان اهل ایالات متحده آمریکا بود.